# Union Werkzeugmaschinen
Die Union Werkzeugmaschinen GmbH Chemnitz war ein Hersteller von Werkzeugmaschinen, insbesondere von Horizontal-Bohrwerken aber auch Horizontal-Fräsmaschinen. Während Service und Ersatzteilgeschäft am Stammsitz in Chemnitz weitergeführt werden, erfolgt die Entwicklung und Fertigung von Neumaschinen der Marke Union ab 2020 durch WaldrichSiegen und die Maschinenfabrik Herkules. Die im Jahr 1852 gegründete Union war die älteste existierende Werkzeugmaschinen-Fabrik in Deutschland und Europa.

## Geschichte
Im Jahr 1852 wurde das Unternehmen durch David Gustav Diehl in Chemnitz gegründet. 1872 kam es zur Umwandlung in die Aktiengesellschaft Werkzeugmaschinenfabrik Union, vormals Diehl. 1875 wurde das erste Bohrwerk aus Chemnitz vorgestellt. 1936 vereinigte sich die UNION mit der Karl-Wetzel-Maschinenfabrik aus Gera zur Firma Wetzel-UNION mit Sitz in Chemnitz. Nach dem Zweiten Weltkrieg wurde das Unternehmen 1946 enteignet; die Betriebsstandorte Gera und Chemnitz waren nun organisatorisch getrennte Teile des Werkzeugmaschinenkombinats „Fritz Heckert“ unter der VVB Werkzeugmaschinen und Werkzeuge (WMW). Nach der Wiedervereinigung 1990 wurde die Firma privatisiert und 1994 ihr Standort Gera geschlossen. 1996 erfolgte die Gründung des Unternehmens „Neue UNION“ als Mitarbeitergesellschaft, eine neue Fabrik am heutigen Unternehmenssitz in Chemnitz entstand in der Folge. Mit dem Erwerb im Juni 2011 wurde UnionChemnitz in die inhabergeführte HerkulesGroup integriert. Infolge einer Neuausrichtung der Marke Union wurde die Produktion am Standort Chemnitz eingestellt. Die Entwicklung und Fertigung der Horizontal-Bohr- und Fräsmaschinen der Marke Union erfolgen jetzt durch die Waldrich Siegen Werkzeugmaschinen GmbH und die Maschinenfabrik Herkules Meuselwitz GmbH. Service und Ersatzteilgeschäft werden am Standort Chemnitz fortgeführt.

## Produkte
Das Produktspektrum von UnionChemnitz umfasste Horizontalbohrwerke mit festem Ständer und Plattenfeld (P-Serie), Lineartisch (T-Serie) und in Kreuzbettausführung (K-Serie) sowie Fahrständerfräsmaschinen (Millforce-Serie).
2015 brachte UnionChemnitz das Genauigkeitsbohrwerk KG in den Markt. Es schließt die Lücke zwischen einem klassischen Bohrwerk und einem Lehrenbohrwerk. UnionChemnitz bietet Horizontal-Bohr- und Fräsmaschinen mit einem Spektrum von 110 bis 260 mm Spindeldurchmesser an. Sie sind sowohl mit Wälzführungen als mit hydrostatischen Führungen erhältlich.

## Unternehmensprofil
Die Firma befand sich zuletzt in der neu errichteten Betriebsstätte in Chemnitz. Hier verfügte die Union über eine Grundstücksfläche von 24.000 m². Dem Bereich Produktion standen 6.000 m² Fläche zur Verfügung. Die Union war von 1996 bis 2009 eine Mitarbeitergesellschaft. Rund 70 Prozent der Mitarbeiter waren Gesellschafter. 2009 erwarb die Nimbus-Gruppe Union Werkzeugmaschinen GmbH Chemnitz. Seit Juni 2011 war das Unternehmen ein Mitglied der familiengeführten HerkulesGroup. Die zur Unternehmensgruppe gehörenden Firmen Maschinenfabrik Herkules, WaldrichSiegen und UnionChemnitz traten gemeinsam im Markt auf. Die HerkulesGroup beschäftigt weltweit rund 1.500 Mitarbeiter.